# Rogersville (Tennessee)
Rogersville ist eine Town im und County Seat von Hawkins County im Nordosten des US-Bundesstaats Tennessee. Sie ist Teil der Region Tri-Cities. Das U.S. Census Bureau hat bei der Volkszählung 2020 eine Einwohnerzahl von 4.671 ermittelt.

## Geschichte
Sie wurde 1775 von den Großeltern von Davy Crockett besiedelt und ist die zweitälteste Stadt im Bundesstaat. Sie ist nach ihrem Gründer, Joseph Rogers, benannt. Das zweitälteste Gerichtsgebäude Tennessees, das Hawkins County Courthouse, die erste Zeitung The Knoxville Gazette und das erste Postamt befinden sich alle in Rogersville. Im Sezessionskrieg fand hier die Schlacht von Rogersville statt, welche mit einem Sieg der Konföderierten Truppen endete. 1903 wurde Rogersville eine Gemeinde.

## Demografie
Nach der Schätzung von 2019 leben in Rogersville 4377 Menschen. Die Bevölkerung teilte sich im selben Jahr auf in 95,4 % Weiße, 3,4 % Afroamerikaner, 0,1 % amerikanische Ureinwohner und 0,4 % mit zwei oder mehr Ethnizitäten. Das mittlere Haushaltseinkommen lag bei 41.213 US-Dollar und die Armutsquote bei 22,2 %.

## Söhne und Töchter der Stadt
- Alexander Peter Stewart (1821–1908), Offizier im Heer der Konföderation
- John Netherland Heiskell (1872–1972), Politiker
- George L. Berry (1882–1948), Politiker
- Ruth Hale (1887–1934), Journalistin und Frauenrechtlerin
- Richard Hale (1892–1981), Schauspieler